# Ornipholidotos congoensis
Ornipholidotos congoensis är en fjärilsart som beskrevs av Henry Stempffer 1964. Ornipholidotos congoensis ingår i släktet Ornipholidotos och familjen juvelvingar. IUCN kategoriserar arten globalt som livskraftig. Inga underarter finns listade i Catalogue of Life.